# Всеобщие выборы в Судане (2010)
Выборы президента и парламента в Судане проходили с 11 по 15 апреля 2010 года (хотя первоначально было объявлено, что они должны окончиться 13 апреля). В ходе выборов граждане Судана должны были избрать президента и Национальную ассамблею. При этом отдельно выбирались президент и парламент Южного Судана. Выборы должны были привести к окончанию правления правительства переходного периода, которое (правление) началось после окончания Второй гражданской войны в Судане в 2005 году.
Предварительные результаты выборов, опубликованные 20 апреля, показали, что правящая партия под руководством президента Омара Хасана Ахмеда аль-Башира одержала уверенную победу. 26 апреля были объявлены окончательные результаты выборов, по которым аль-Башир сохранил пост президента страны.

## Дата выборов
Первоначально предполагалось, что первые за почти четверть века всеобщие выборы в Судане на демократической основе должны были пройти весной 2009 года. Однако, в связи с проблемами в подготовке к выборам, 2 апреля 2009 года было объявлено о переносе даты на февраль 2010 г. Впоследствии окончательная дата проведения выборов ещё несколько раз переносилась и уточнялась, пока, наконец, в июне того же года не было решено, что они пройдут в апреле 2010 года.

## Избирательное законодательство
С февраля 2008 года началось обсуждения о составлении избирательного законодательства страны; по какой системе проводить выборы, сколько мест в парламенте зарезервировать для депутатов-женщин, каков должен быть порог для прохождения партий в парламент и т. д. НАСО настаивала на том, что 50 % депутатов должны избираться по мажоритарной системе и 50 % — по пропорциональной. Суданское правительство настаивало на том, что по пропорциональной системе должны избираться только 40 % депутатов, а женщины-депутаты должны проходить по отдельному списку.
Закон об избирательном праве был принят 8 июля 2008 г. Согласно этому закону, 60 % депутатов проходят по избирательным округам, а 40 % — по пропорциональной системе (из 25 % — женщины, т. е. 15 % от общего числа всех членов парламента). Кандидаты в президенты должны быть не моложе 40 лет и не иметь криминального прошлого. Возраст, начиная с которого можно голосовать, — 18 лет.

### Кандидаты
О своём желании баллотироваться на президентских выборах в Южном Судане объявил лидер НАСО Салва Киир Майардит.
В числе кандидатов на парламентских выборах зарегистрировались 69 партий.
НАСО и некоторые другие оппозиционные партии приняли решение, что единым кандидатом от их имени на выборы президента пойдёт Ясир Арман. Сначала на эту роль предлагался Садык аль-Махди, бывший премьер-министр Судана в 1986—1989 годах.

## Результаты
На выборах присутствовали 20 000 местных и 840 иностранных наблюдателей. Ход выборов освещали 350 журналистов. 22 мая были объявлены результаты парламентских выборов — 73 % получила возглавляемая аль-Баширом партия Национальный конгресс Судана, 22 % — НАСО. Остальные 5 % пришлись на все другие партии, вместе взятые.
| Результаты президентских выборов                                       |                    |                 |
| Кандидат                                                               | Количество голосов | Доля голосов, % |
| Омар аль-Башир (Национальный конгресс)                                 | 6 901 694          | 68,24           |
| Ясир Арман (НАСО)                                                      | 2 193 826          | 21,69           |
| Абдулла Денг Ниаль (Партия народного конгресса)                        | 396 139            | 3,92            |
| Хатим аль-Сир (Юнионистско-демократическая партия)                     | 195 668            | 1,93            |
| Садык аль-Махди (Партия уммы)                                          | 96 868             | 0,96            |
| Камиль Идрис (независимый)                                             | 77 132             | 0,76            |
| Махмуд Ахмед Джеха (независимый)                                       | 71 708             | 0,71            |
| Мубарак аль-Фадиль (Партия реформ уммы и обновления)                   | 49 402             | 0,49            |
| Мунир Шейх эль-дин Джаллаб (Новая национальная демократическая партия) | 40 277             | 0,40            |
| Аблельазиз Халид (Суданский национальный альянс)                       | 34 592             | 0,34            |
| Фатима Абдельмахмуд (Суданский социалистический союз)                  | 30 562             | 0,30            |
| Мухаммед Ибрахим Нугуд (Суданская коммунистическая партия)             | 26 442             | 0,26            |
| Всего                                                                  | 10 114 310         | 100,00          |

| Результаты президентских выборов в Южном Судане                       |                    |                 |
| Кандидат                                                              | Количество голосов | Доля голосов, % |
| Салва Киир (НАСО)                                                     | 2 616 613          | 92,99           |
| Лам Аколь (Национально-освободительное движение Судана за демократию) | 192 217            | 7,01            |
| Всего                                                                 | 2 813 830          | 100,00          |

| Результаты парламентских выборов                |                    |                 |
| Партия                                          | Количество голосов | Доля голосов, % |
| Национальный конгресс (Омар аль-Башир)          | 6,9 млн            | 68,2 %          |
| НАСО (Ясир Арман)                               | 2,2 млн            | 22 %            |
| Народный конгресс (Абдалла Денг Ниаль)          | 0,4 млн            | 4 %             |
| Демократическая партия единения (Хатим аль-Сир) |                    | 2 %             |
| Партия уммы (Садык аль-Махди)                   |                    | 1 %             |
| Остальные партии                                |                    | 3 %             |

| Результаты парламентских выборов в Южном Судане                       |                    |                 |
| Партия                                                                | Количество голосов | Доля голосов, % |
| НАСО (Сальва Киир)                                                    | 2,6 млн            | 93 %            |
| Национально-освободительное движение Судана за демократию (Лам Аколь) | 0,2 млн            | 7 %             |